# Harry Hadden-Paton
Harry Frederick Gerard Hadden-Paton (* 10. April 1981 in Westminster, London, England) ist ein britischer Schauspieler.

## Leben und Karriere
Harry Hadden-Paton ist eines von vier Kindern des ehemaligen Kavallerieoffiziers Nigel Hadden-Paton. Seine Taufpatin ist Sarah Ferguson, die Herzogin von York und geschiedene Frau von Prinz Andrew. Hadden-Paton besuchte das Eton College und die University of Durham, ehe er ein Schauspielstudium an der London Academy of Music and Dramatic Art aufnahm.
Nach seinem Abschluss an der Academy im Jahr 2006 konnte er sich als profilierter Theaterschauspieler etablieren. Er spielte unter anderem in Produktionen von Romeo und Julia, The Importance of Being Earnest und Prinz Friedrich von Homburg. Ähnlich seiner Herkunft verkörpert Haddon-Paton häufig Charaktere aus der britischen Oberschicht und Aristokratie, nicht selten in historischen Stoffen. Im Jahr 2018 machte er sein Debüt im am New Yorker Broadway im Vivian Beaumont Theatre als Professor Henry Higgins in einer Neuproduktion von My Fair Lady, seine Darstellung brachte ihm eine Nominierung für den Tony Award als Bester Hauptdarsteller in einem Musical ein.
Parallel zur Bühne übernahm er erste kleinere Filmrollen, etwa in der oscarprämierten Filmbiografie La vie en rose (2007) mit Marion Cotillard als Édith Piaf und an der Seite von Rachel Weisz und Tom Hiddleston in The Deep Blue Sea (2011) unter Regie von Terence Davies. Eine seiner bekanntesten Rollen spielte Hadden-Paton ab 2014 als Herbert „Bertie“ Pelham in der erfolgreichen Fernsehserie Downton Abbey, diese Figur spielte er auch nochmals in dem gleichnamigen Kinofilm von 2019. In den ersten beiden Staffeln der Netflix-Serie The Crown war er in einer Nebenrolle als Baron Martin Charteris – langjähriger Privatsekretär von Königin Elisabeth II. – zu sehen. Bei den Screen Actors Guild Awards 2017 war Hadden-Paton mit The Crown und Downton Abbey gleich zweimal in der Kategorie Bestes Schauspielensemble in einer Dramaserie nominiert, allerdings unterlagen beide Serien am Ende Stranger Things. 
Neben Film- und Fernsehrollen ist Hadden-Paton bei mehreren bekannten Videospielen als Sprecher von Charakteren zu hören.
Hadden-Paton ist seit 2010 mit seiner Schauspielkollegin Rebecca Night verheiratet, das Paar hat zwei Kinder.

## Filmografie (Auswahl)
- 2006: The Amazing Mrs Pritchard (Fernsehserie, 1 Folge)
- 2007: La vie en rose (La Môme) (Kinofilm)
- 2008: Waking the Dead – Im Auftrag der Toten (Walking the Dead) (Fernsehserie, 2 Folgen)
- 2009: Kabinett außer Kontrolle (In the Loop) (Kinofilm)
- 2011: The Deep Blue Sea (Kinofilm)
- 2012: Inspector Barnaby (Midsomer Murders; Fernsehserie, Folge Written in the Stars)
- 2013: Alles eine Frage der Zeit (About Time) (Kinofilm)
- 2014: Grantchester (Fernsehserie, Folge 1x02)
- 2014–2015: Downton Abbey (Fernsehserie, 7 Folgen)
- 2015: Kommissar Wallander: Lektionen der Liebe (A Lesson in Love) (Fernsehfilm)
- 2015: Kommissar Wallander: Der Feind im Schatten (The Troubled Man) (Fernsehfilm)
- 2016–2017: The Crown (Fernsehserie, 11 Folgen)
- 2017: Versailles (Fernsehserie, 10 Folgen)
- 2018: Informer (Fernsehserie, Folge Strawberry Fields)
- 2018: The Little Stranger (Kinofilm)
- 2019: Downton Abbey (Kinofilm)
- 2022: Downton Abbey II: Eine neue Ära (Downton Abbey: A New Era) (Kinofilm)
- 2024: Twisters

## Sprecher in Computerspielen
- 2013: Divinity: Dragon Commander
- 2014: Dragon Age: Inquisition
- 2015: Sword Coast Legends
- 2017: Divinity: Original Sin II
- 2018: Vampyr
- 2020: Marvel’s Avengers